# Фальчони, Моника
Моника Жаклин Фальчони Коста (исп. Mónica Jacqueline Falcioni Costa; род. 10 октября 1968) — уругвайская легкоатлетка, специалистка по прыжкам в длину и тройным прыжкам. Выступала на профессиональном уровне в 1984—2003 годах, чемпионка Южноамериканских игр, многократная призёрка южноамериканских и иберо-американских чемпионатов, действующая рекордсменка Уругвая, участница летних Олимпийских игр в Сиднее.

## Биография
Моника Фальчони родилась 10 октября 1968 года.
Впервые заявила о себе в лёгкой атлетике на международном уровне в сезоне 1984 года, когда вошла в состав уругвайской сборной и выступила на юношеском южноамериканском первенстве в Тарихе, где в зачёте прыжков в длину завоевала золотую награду.
В 1985 году в той же дисциплине стала шестой на чемпионате Южной Америки среди юниоров в Санта-Фе.
В 1986 году прыгала в длину на юниорском мировом первенстве в Афинах, в финал не вышла.
В 1994 году заняла шестое место на иберо-американском чемпионате в Мар-дель-Плате.
В 1997 году выиграла бронзовую медаль на чемпионате Южной Америки в Мар-дель-Плате.
На Южноамериканских играх 1998 года в Куэнке превзошла всех соперниц в прыжках в длину и стала серебряной призёркой в тройных прыжках.
В 1999 году на домашнем турнире в Монтевидео установила ныне действующий рекорд Уругвая в тройном прыжке — 13,59 метра. На южноамериканском чемпионате в Боготе стала четвёртой и второй в прыжках в длину и тройных прыжках соответственно (в прыжках в длину установила ныне действующий национальный рекорд — 6,52). Позднее в тех же дисциплинах показала десятый и шестой результаты на Панамериканских играх в Виннипеге.
В 2000 году на иберо-американском чемпионате в Рио-де-Жанейро заняла восьмое место в прыжках в длину и взяла бронзу в тройных прыжках. Благодаря череде удачных выступлений удостоилась права защищать честь страны на летних Олимпийских играх в Сиднее, являлась знаменосцем делегации Уругвая на церемонии открытия Игр. На предварительном квалификационном этапе прыгнула на 6,05 метра, чего оказалось недостаточно для выхода в финальную стадию соревнований.
На чемпионате Южной Америки 2001 года в Манаусе была четвёртой в прыжках в длину и третьей в тройных прыжках.
В 2002 году на иберо-американском чемпионате в Гватемале заняла пятое место в тройном прыжке.
В 2003 году на чемпионате Южной Америки в Баркисимето выиграла бронзовую медаль в прыжках в длину и показала пятый результат в тройных прыжках. На Панамериканских играх в Санто-Доминго в тех же дисциплинах стала седьмой и девятой соответственно. По окончании сезона завершила спортивную карьеру.